# Cardiff City Stadium
Le Cardiff City Stadium (Stadiwm Dinas Caerdydd en gallois) est un stade multi-usages situé dans le quartier de Leckwith à Cardiff, Pays de Galles. Sa capacité est de 33 316 places toutes assises, ce qui en fait le deuxième plus grand stade de la ville et de la nation galloise après le Millennium Stadium.
C'est le domicile du Cardiff City Football Club.

## Histoire
La construction du stade a débuté le 21 février 2007, en remplacement du Cardiff Athletics Stadium. Il est achevé en mai 2009 et inauguré le 22 juillet lors d'un match amical contre le Celtic Glasgow (0-0). Le premier match officiel est joué le 8 août 2009 contre Scunthorpe United (4-0).
Le 14 novembre 2009, l'équipe nationale du Pays de Galles y joue pour la première fois lors d'un match contre l'Écosse.
Le 8 mai 2012, l'équipe de rugby des Cardiff Blues annonce qu'elle retourne jouer au Cardiff Arms Park qui jouxte le Principality Stadium.

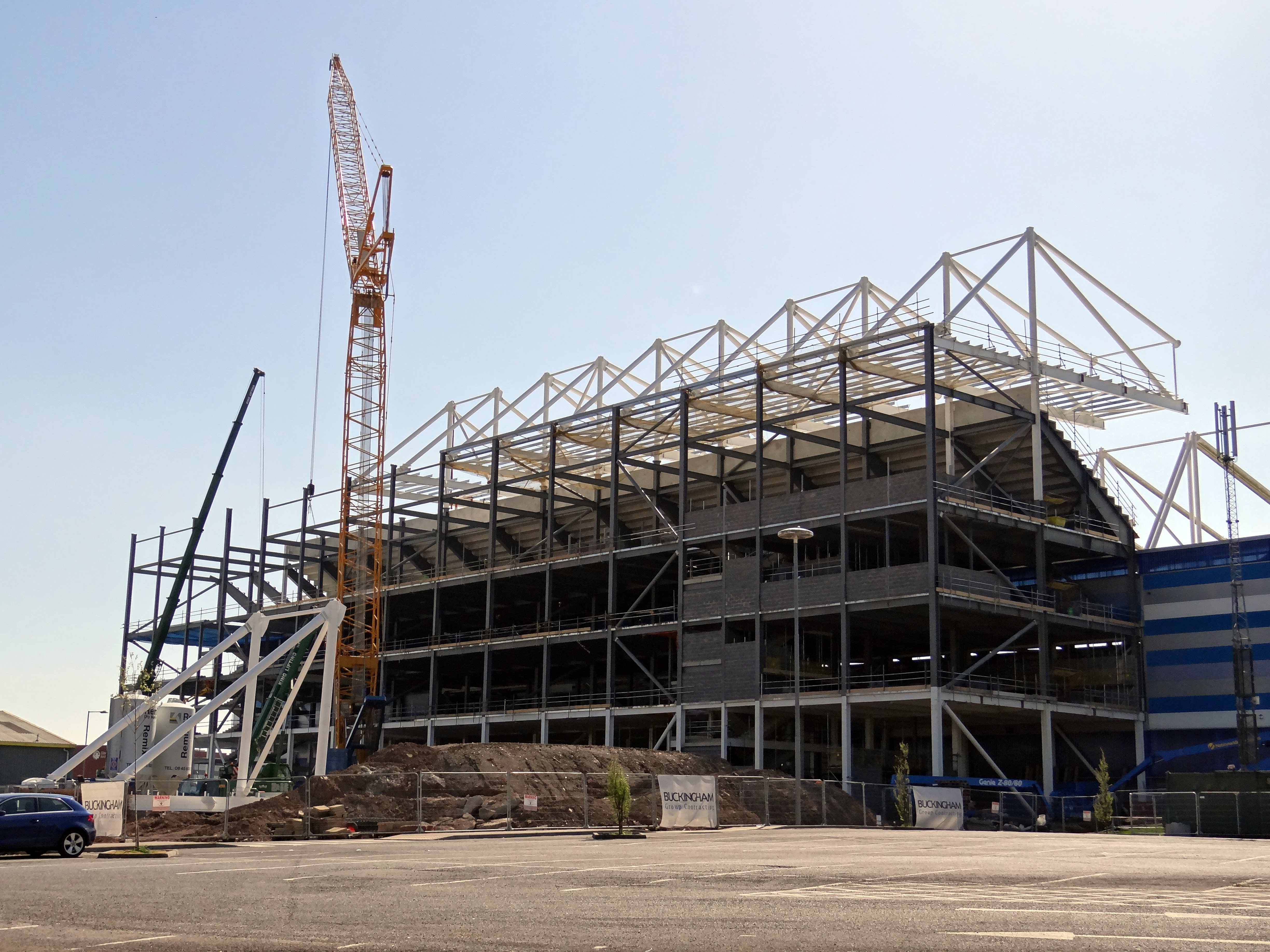
Extension de la tribune Ninian

Initialement, le stade comptait 26.828 places assises. En juin 2012, le copropriétaire du club Vincent Tan annonce une augmentation de la capacité de 8.000 places. Un an plus tard, le club annonce que c'est la tribune Ninian qui sera agrandie. Son extension est terminée en août 2014, quelques semaines avant d'accueillir la finale de la Supercoupe de l'UEFA entre le Real Madrid et le FC Séville.
Le propriétaire du club avait annoncé que le stade pourrait être étendu à 60.000 places si son équipe devenait un cador européen. Cependant, en mars 2015 il est annoncé que l'extension sera fermée pour la saison suivante à cause du peu d'affluence au stade.

## Événements
- Finale du Challenge européen de rugby à XV 2011, 20 mai 2011[1]
- Supercoupe de l'UEFA 2014, 12 août 2014
- Finale de la Ligue des champions féminine de l'UEFA 2016-2017, 1er juin 2017[2].

## Concerts
- Concert de Stereophonics, 5 juin 2010
- Concert de Elton John lors de sa tournée d’adieu Farewell Yellow Brick Road  , 15 juin 2019

## Galerie de photos

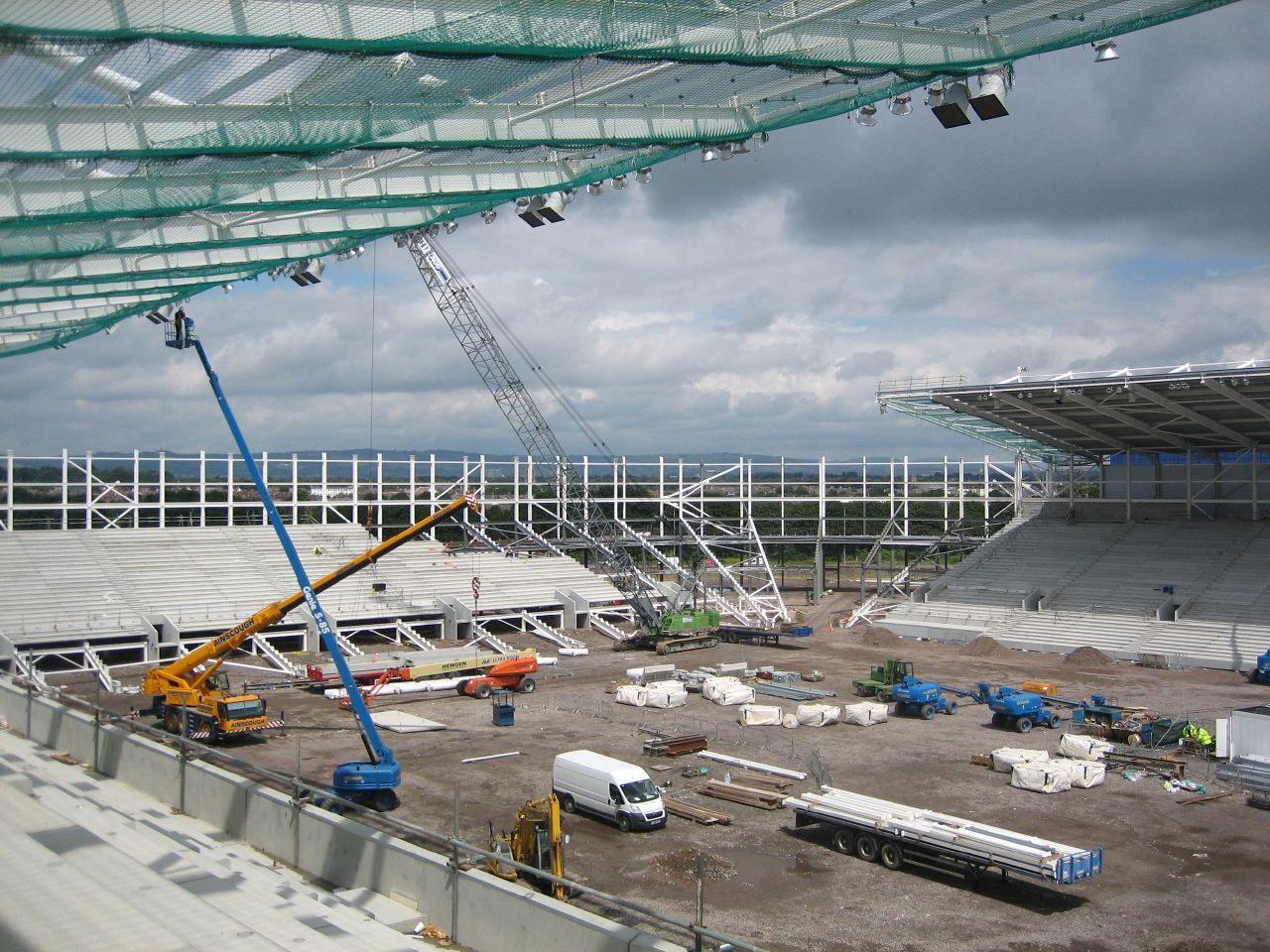
Cardiff City Stadium pendant sa construction
Intérieur du Cardiff City Stadium
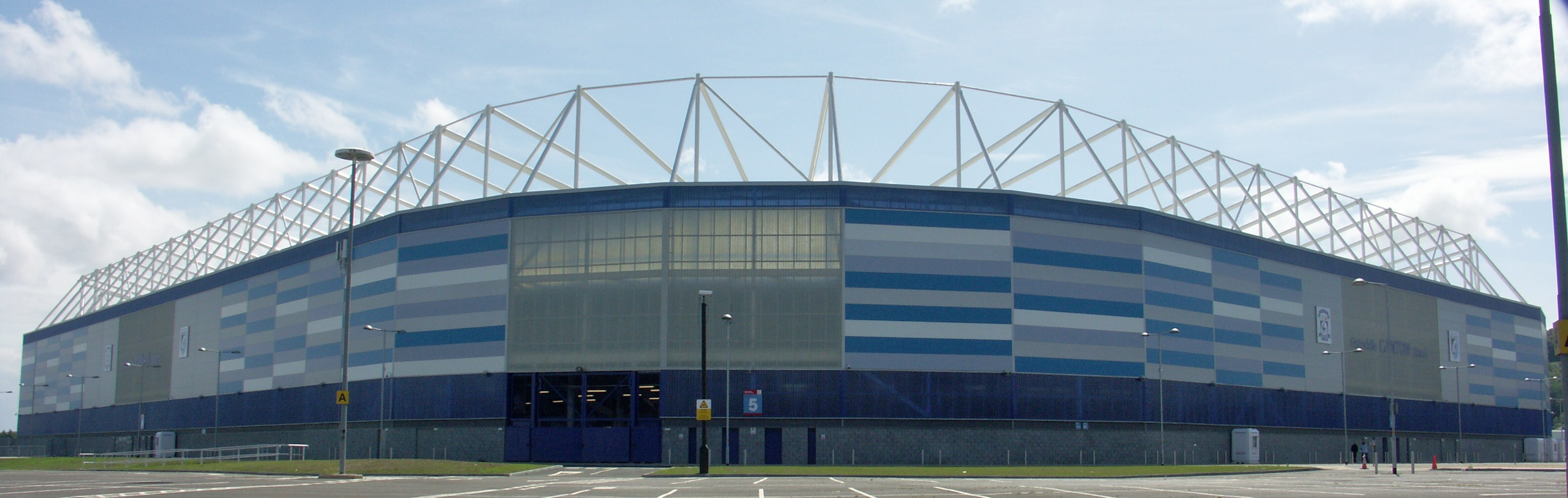
Extérieur du Cardiff City Stadium
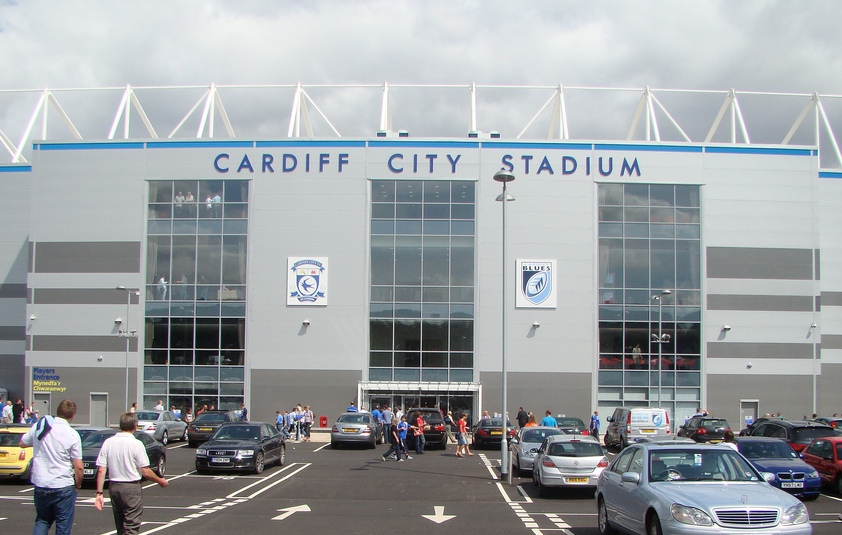
Tribune principale du Cardiff City Stadium